# 小砂焼
小砂焼（こいさごやき）は栃木県那須郡那珂川町で焼かれる陶器。

## 概要
江戸時代末期、小砂の地で陶土が見つかり、作陶が始まったという。藩主徳川斉昭が那珂湊反射炉を建造するため、レンガを焼く陶土を探したのがきっかけとも、1830年（天保元年）に斉昭がこの陶土を発見し、水戸藩営御用製陶所の原料として使われたのが興りともいう。初代半平（斎藤栄三郎）は越中富山から来た焼き物職人で、志鳥村（現那須烏山市）で作陶をしていたが、小砂村の庄屋藤田家に招かれ、登り窯を築いた。初代半平は後に藤田家と親子の契りを結び、名を改めて土地を譲り受け、窯を移したという。後に小砂の大金彦三郎も自ら陶窯を築いた。
独特の金色を帯びた黄色の金結晶やほんのりとした桃色の辰砂が有名であり、素朴な中にどこか優雅さを感じさせると評される。
2015年、6代目藤田真一によって、半平の登り窯跡地に碑が設置された。